# Szkło

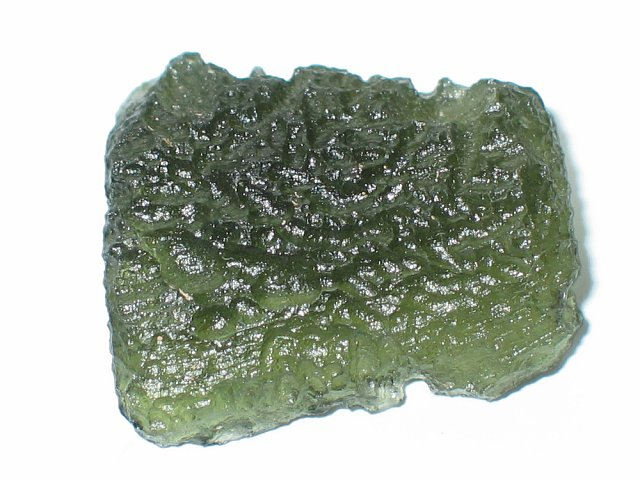
Tektyt jest naturalnym szkłem

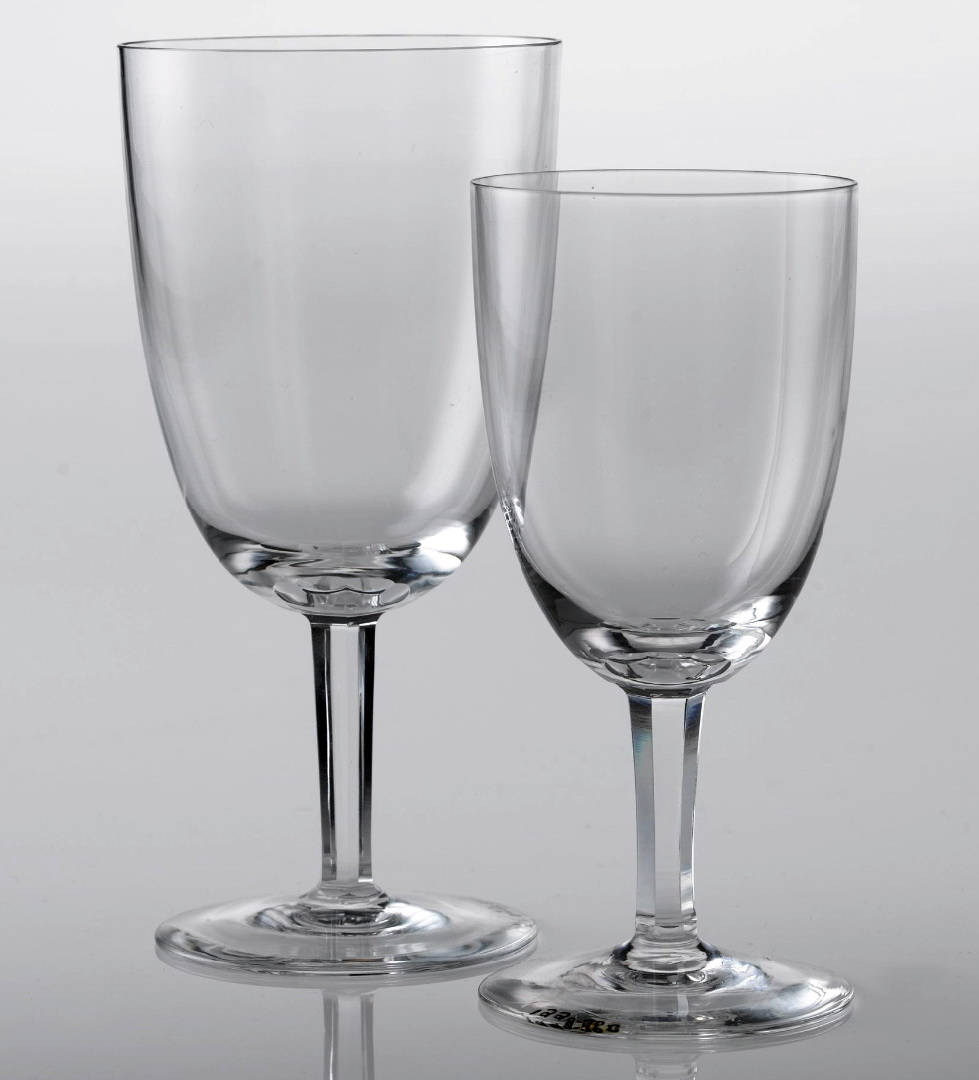
Szklane kieliszki

SiO_{2} jako kryształ – kwarc

Szkło – nieorganiczny materiał amorficzny. Powstaje w wyniku szybkiego schłodzenia płynu do postaci stanu stałego bez etapu krystalizacji.

## Rys techniczny
W literaturze można spotkać wiele definicji szkła i stanu szklistego. Najbardziej popularne jest definiowanie tego stanu w oparciu o budowę wewnętrzną – mianowicie, że nie ma ona uporządkowania dalekiego zasięgu. Sposób rozmieszczenia podstawowych elementów sieci przestrzennej szkła przypomina rozmieszczenie cząsteczek w cieczy lub gazie.
Molekuły te nie mają możliwości przemieszczania się ani możliwości ruchu, albo możliwość ta jest ekstremalnie mała z powodu bardzo dużej lepkości. Z punktu widzenia termodynamiki szkło jest materiałem nietrwałym – stan energetyczny sieci amorficznej jest wyższy od jej krystalicznego odpowiednika. Z tego względu każde szkło wykazuje dążność do krystalizacji, jednak nie dochodzi do niej nawet po bardzo długim czasie, z powodu bardzo dużej lepkości, która w warunkach normalnych jest takiego samego rzędu, jak dla krystalicznych ciał stałych. Wiele szkieł nie skrystalizuje nawet w czasie rzędu istnienia wszechświata.
Twierdzenie, że szkło jest cieczą lub przechłodzoną cieczą jest nieprawidłowe, bowiem ze względu na właściwości reologiczne szkło znajduje się w stanie stałym, chociaż nie krystalicznym. Termin ciecz przechłodzona oznacza, że dana substancja poniżej temperatury krystalizacji znajduje się w stanie ciekłym ze wszystkimi tego konsekwencjami, tj. nadal jest płynna, a jej molekuły mogą się między sobą przemieszczać – innymi słowy jej lepkość jest nadal stosunkowo niska i dopiero po przekroczeniu temperatury witryfikacji ciecz taka może zastygnąć, stając się szkłem. Szkła, zarówno klasyczne, z więźbą krzemionkową, jak i zeszklone metale, są substancjami w stanie stałym. Znanych jest wiele materiałów krystalicznych, które „płyną” o wiele bardziej intensywnie niż szkła i nie odbiera im się miana ciał stałych. Czasem jako argument, że szkło w istocie płynie, podaje się fakt nierównomiernej grubości szyb np. w oknach starych kościołów. Tymczasem wyjaśnienie jest bardziej prozaiczne: szkło tworzone dawną metodą nie miało wszędzie równej grubości. Twórcy witraży zwykle przycinali jego fragmenty tak, aby grubsza – stabilniejsza – część znalazła się u dołu.
Szkła tradycyjne, czyli takie, które w sposób naturalny przechodzą ze stopu do stanu szklistego, mają w swojej budowie uporządkowanie bliskiego zasięgu – jest to jedna z przyczyn dużego wzrostu lepkości stopu w miarę zmniejszania się temperatury. Zjawisko to w efekcie prowadzi do tego, że materiał zastyga „zamrażając” w sobie strukturę cieczy. Innymi słowy opory wewnętrzne są tak duże, że uniemożliwiają krystalizację. Żeby do niej doszło, stop musi przebywać w warunkach, w których z termodynamicznego punktu widzenia krystalizacja jest możliwa i dodatkowo, kiedy lepkość stopu jest na tyle mała, aby ruchy molekuł były możliwe. Zdolność do krystalizacji (wzrostu kryształów) maleje wraz ze spadkiem temperatury. W przypadku metali, aby uzyskać stan szklisty, konieczne jest bardzo szybkie chłodzenie (szybkość studzenia rzędu ok. 106 K/s), które uniemożliwi utworzenie struktury krystalicznej.

## Surowce
Surowcem do produkcji tradycyjnego szkła jest piasek kwarcowy oraz dodatki, najczęściej węglan sodu (Na2CO3) i węglan wapnia (CaCO3), topniki tlenek boru (B2O3) i tlenek ołowiu(II) (PbO) oraz pigmenty, którymi są zazwyczaj tlenki metali przejściowych, kadmu, manganu i inne. Surowce są mieszane, topione w piecu w temperaturze 1200–1300 °C (dzięki dodaniu węglanu sodu), po czym formowane w wyroby przed pełnym skrzepnięciem. Naturalne szkło, jak obsydian, wykorzystywano jako broń w Ameryce. Produkcja szkła znana była już ponad pięć tysięcy lat temu. W I w. p.n.e. znano metodę wytwarzania przedmiotów przez wydmuchiwanie, w XIX wieku wynaleziono metodę odlewania. Po dodaniu do masy szklanej odpowiednich tlenków metali można otrzymać szkło barwne. Przykłady:
- szkło zielone zawiera związki żelaza(II) i chromu(III)
- szkło niebieskie zawiera związki kobaltu(II)
- szkło fioletowe zawiera związki manganu(VII)
- szkło żółte zawiera związki kadmu i siarki
- szkło czerwone zawiera koloidalne cząsteczki złota.

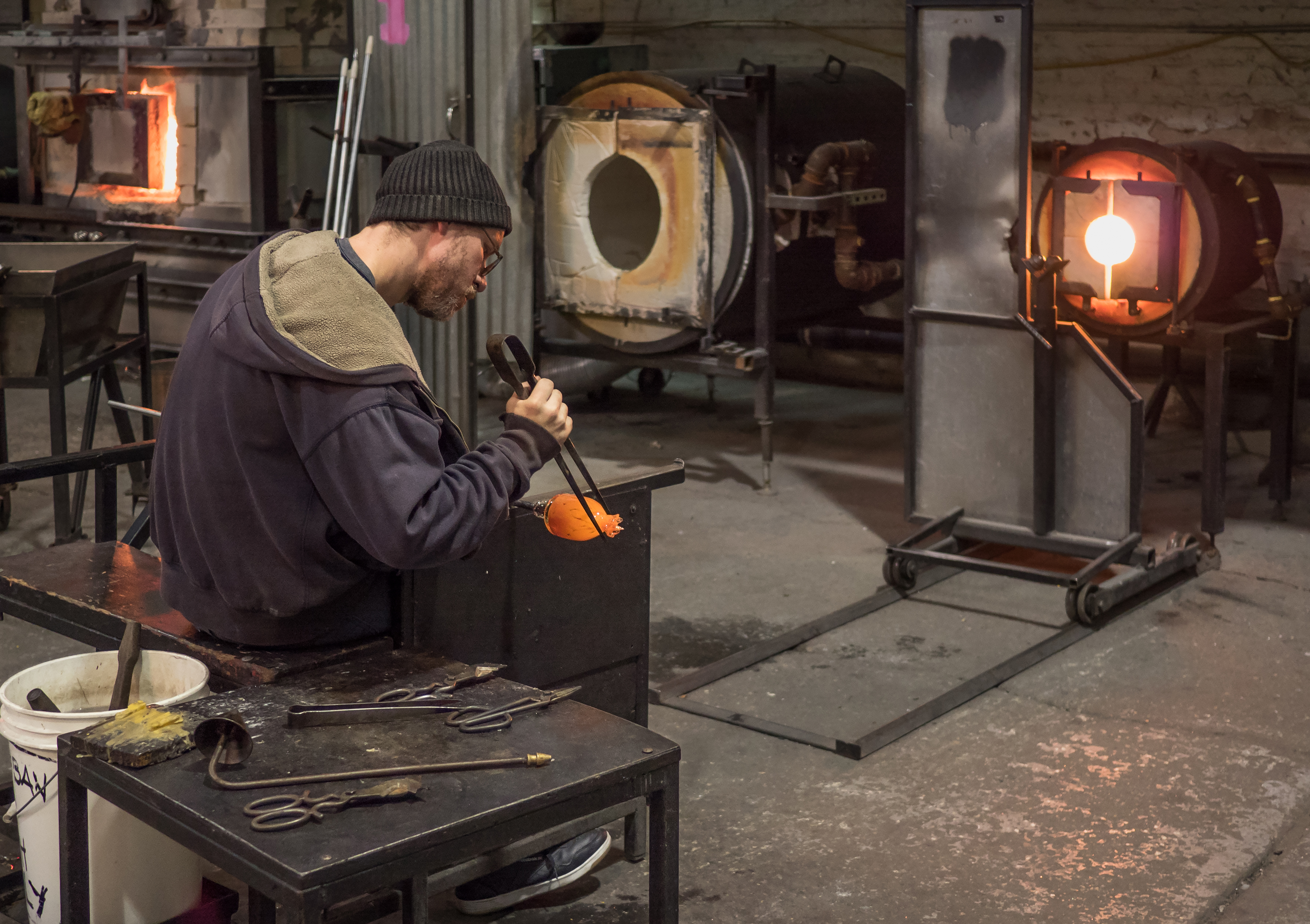
Mężczyzna pracujący nad wyrobem ze szkła po wyjęciu go z pieca podczas dni otwartych w firmie Brooklyn Glass w Nowym Jorku, w USA

## Historia produkcji szkła
Szkło znane jest ludzkości od zawsze. Kultury żyjące w pobliżu wulkanów miały dostęp do szkła występującego naturalnie w rozmaitych rodzajach i zabarwieniach.
Archeolodzy ustalili, że zaczęto je produkować najpierw w Mezopotamii, a najstarsze ślady jego użytkowania pochodzą sprzed 3,5 tys. lat. Według klasycznej historii mineralogii rzymskiego historyka Pliniusza Starszego, to feniccy kupcy przypadkowo wytopili szkło w ognisku przy transporcie kamienia około 5000 lat temu.
Technika wytwarzania cienkich, płaskich szyb okiennych została udoskonalona w XIV wieku we francuskiej Normandii.
Pojedyncze szyby okienne, zwane gomółkami szklanymi, rzemieślnicy wytwarzali poprzez wydmuchiwanie.
Stopione szkło przeznaczone na jedną szybkę wydmuchiwało się w dużą bańkę za pomocą piszczeli szklarskiej. Następnie bańkę się spłaszczało i przyczepiało do końcówki żelaznego pręta, o nazwie przylepiak, który robotnik obracał najszybciej, jak potrafił. Spłaszczona bańka szkła rozkładała się jak wachlarz i tworzyła koło o średnicy od 1 do 2 m. Z okrągłych, płaskich tafli szkła, odpowiednio przyciętych, wyrabiano małe okienka, przeznaczone głównie dla kościołów. „Wole oko” w środku koła było najmniej przezroczyste, ale wykorzystywano i te fragmenty, ponieważ szyby były bardzo kosztowne.
Wytrawny szklarz był w stanie wykonać tą metodą ok. tuzina szyb dziennie i dlatego w średniowieczu szklane okna były drogim luksusem.
Znaną była również technika polegająca na wydmuchiwaniu podłużnej bańki w kształcie walca (tzw. cholewy). Następnie odcinano końce, a powstały cylinder rozcinano wzdłużnie. Po rozprostowaniu otrzymywano niewielką taflę szkła okiennego.
Nowoczesne metody prasowania szkła fabrycznie udoskonalono i wdrożono do stosunkowo niedrogiego masowego wytwarzania przemysłowego w Stanach Zjednoczonych w XIX wieku.
W początku XX w. wynaleziono metody ciągłej produkcji tafli szklanych. W 1913 roku belgijski technolog Émile Fourcault opatentował metodę (metoda Fourcault) produkcji szkła w postaci pionowej cienkiej wstęgi wyciąganej z wanny, a w 1916 roku amerykański inżynier Gregorius wynalazł bezdyszowy sposób ciągnienia szkła płaskiego, znany jako metoda Pittsburgh. Do połowy XX w. szkło ciągnione było masowo wykorzystywane do szklenia okien oraz drzwi i nadal jest najtańszą metodą wytwarzania szkła płaskiego. Główną wadą szkła ciągnionego jest jego falistość – zniekształcenie powierzchni łagodnymi wgłębieniami i wypukłościami – a co za tym idzie zniekształcenie oglądanego przez szybę obrazu. Z tego względu obecnie produkcja szkła okiennego tą metodą została prawie całkowicie zaniechana.
Przełomem w produkcji szkła płaskiego było wynalezienie w 1952 przez sir Alastaira Pilkingtona metody float (zwanej też procesem Pilkingtona). Szkło produkowane tą metodą jest prawie idealnie płaskie, nie ma zniekształceń i wad optycznych. Płaskość tafli szklanej uzyskiwana jest w procesie ciągłym poprzez rozpływanie się stopionego szkła po powierzchni płynnej cyny. W roku 2009 rynek producentów szkła płaskiego tą metodą był zdominowany przez cztery firmy Asahi Glass, NSG/Pilkington, Saint-Gobain i Guardian Industries.

## Właściwości szkła

Szkło wapienno-sodowe stanowi około 90% produkowanego szkła.

- substancja bezpostaciowa, to znaczy niemająca uporządkowanej budowy wewnętrznej
- nie ma stałej temperatury topnienia
- materiał izotropowy
- słaby przewodnik dla elektryczności
- materiał o dużej odporności chemicznej (nie jest odporny na działanie kwasu fluorowodorowego)
- właściwości mechaniczne szkła budowlanego:
  - twardość w skali Mohsa 5–7
  - gęstość szkła budowlanego 2400–2600 kg/m³
  - wytrzymałość na zginanie 30–50 MPa
  - wytrzymałość na ściskanie 800–1000 MPa
  - moduł Younga 70 GPa

Właściwości szkła są uzależnione od sposobu wytopu oraz w ograniczonym zakresie od składu chemicznego.

## Klasyfikacja szkła

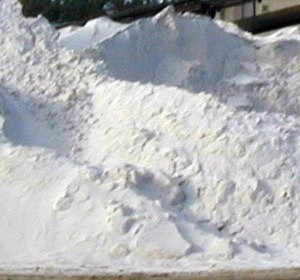
Piasek kwarcowy

- Szkło kwarcowe: szkło, w którym głównym składnikiem jest kwarc. Charakteryzuje się niskim współczynnikiem rozszerzalności termicznej i niską absorpcją promieniowania nadfioletowego. Ma wysoką temperaturę mięknienia (ok. 1400 °C), w porównaniu ze zwykłymi szkłami (ok. 600–800 °C)[7], co podwyższa koszty jego wytwarzania. Stosowane jest do wyrobu aparatury laboratoryjnej ze względu na dużą odporność na nagłe zmiany temperatury oraz działanie kwasów. Używane jest również do wyrobu naczyń laboratoryjnych przepuszczających promieniowanie UV.
- Szkło budowlane: płaskie walcowane i ciągnione, zespolone, hartowane, barwne nieprzejrzyste, piankowe, szkła budowlane są zazwyczaj szkłami sodowo-wapniowo-potasowo-krzemianowymi.
- Szkło jenajskie zwane też szkłem boro-krzemianowym – wynalezione w Jenie, cechujące się stosunkowo niską temperaturą topnienia (ok. 400 °C), łatwością formowania i jednocześnie wysoką odpornością na nagłe zmiany temperatury. Jest ono stosowane w sprzęcie laboratoryjnym i kuchennym. Jego odmianą jest szkło pyrex, które ma skład znacznie ulepszony w stosunku do szkła jenajskiego.
- Szkło ołowiowe (kryształowe) – przepuszczalne dla ultrafioletu, o bardzo wysokim współczynniku załamania światła. Jest bezbarwne lub o odcieniu żółtym lub fioletowym. Gęstość 3,4–4,6 g/cm³. Używane do produkcji wyrobów dekoracyjnych, soczewek optycznych, przezroczystych osłon przed promieniowaniem rentgenowskim (o grubości równoważnej zwykle 2 lub 5 mm ołowiu) i promieniowaniem gamma.
- Szkło optyczne. Stosowane na potrzeby optyki. Trzech głównych producentów Schott (RFN), Ohara (Japonia), Corning (Francja). Ważne cechy takiego szkła to m.in. współczynnik załamania i gęstość.
- Szkło sodowe: CaO, SiO2, Na2O. Ma bardzo duże zastosowanie w życiu codziennym, wykonane są z niego np. opakowania szklane, szyby, szklanki.
- Szkło sodowo-potasowe uszlachetnione barem.

### Niektóre rodzaje szkła budowlanego

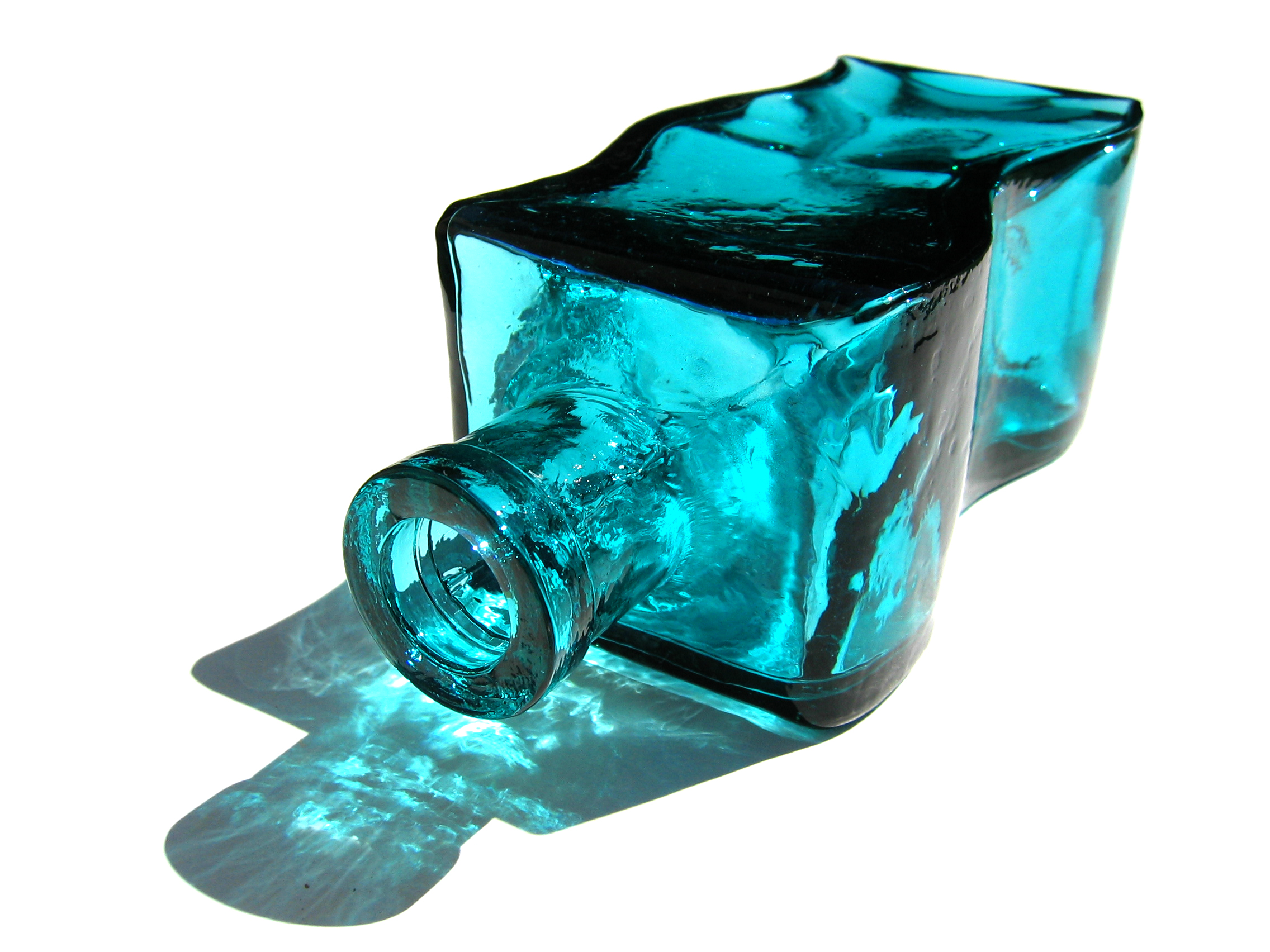
Karafka z kolorowego szkła

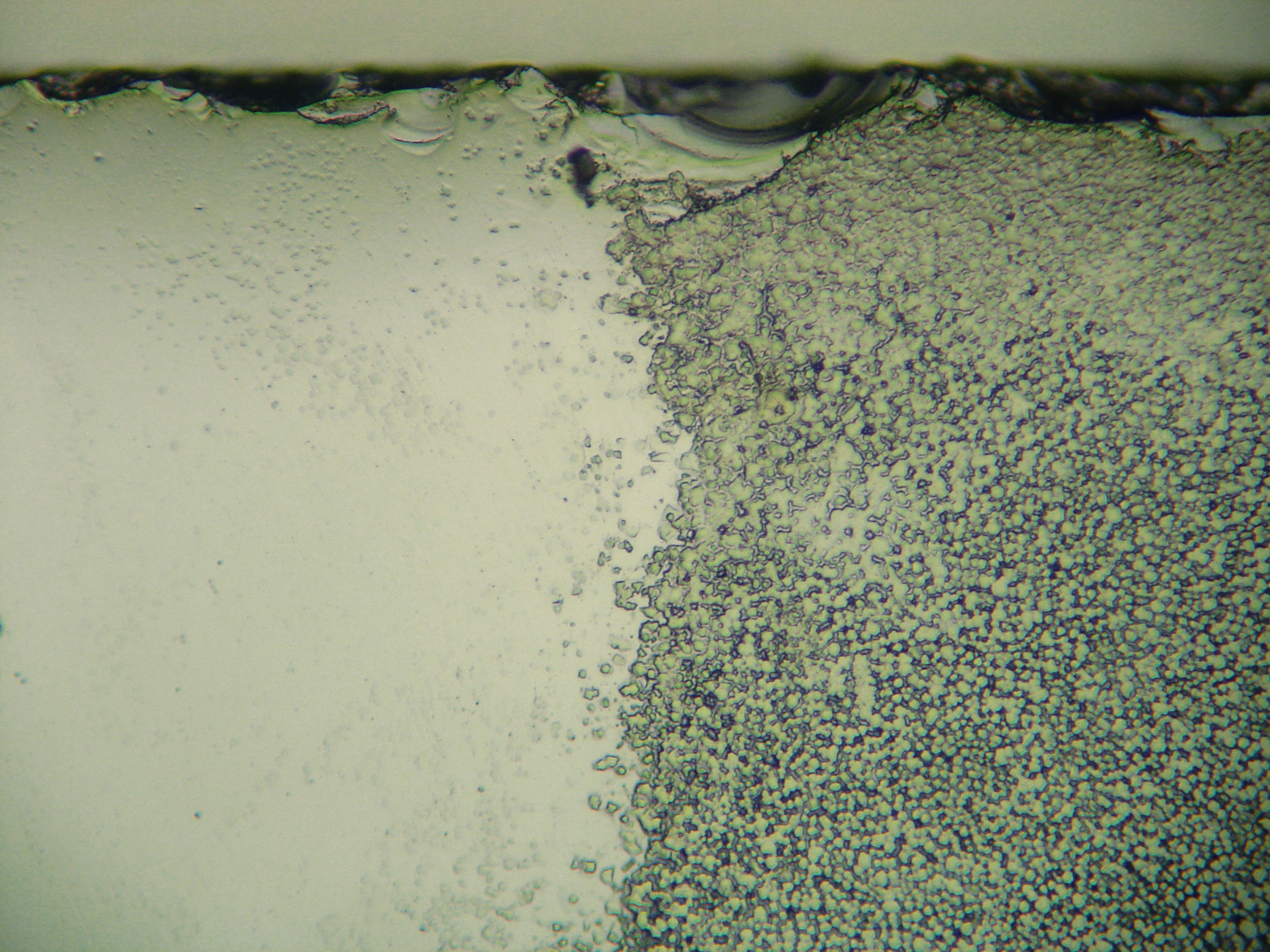
Szkło przy stukrotnym powiększeniu. Gładkie po lewej i zmatowione po prawej. U góry widoczna cięta krawędź.

- Szkło okienne – jest to szkło płaskie, najczęściej produkowane metodą float (szkło płynie w postaci wstęgi na powierzchni ciekłej cyny). Inną wykorzystywaną jeszcze metodą jest metoda szkła ciągnionego (metoda Furcaulta lub Pittsburgh). Jednak tą metodą szkło produkowane jest coraz rzadziej. Szkło float może być produkowane w grubościach od 2 do 19 mm. Szkło do stosowania w budownictwie dostępne jest standardowo w grubościach od 3 do 12 mm. Przepuszczalność światła zależy od grubości oraz zawartości tlenku żelaza w masie szklanej. Szkło o niskiej zawartości tlenku żelaza nazywane jest szkłem odbarwianym lub ekstrabiałym.
- Szkło płaskie walcowane – produkowane najczęściej jako szkło ornamentowe (wzorzyste) w grubościach od 3 do 8 mm.
- Szkło płaskie zbrojone – z wtopioną metalową siatką zbrojeniową, w taflach o grubości od 5 do 8 mm.
- Szkło płaskie barwione w masie (szkło barwne)- podczas wytopu szkła dodawane są składniki, które powodują zabarwienie masy szklanej na pożądany kolor. Najczęściej są to związki metali ciężkich.
- Szyby zespolone – zestawy szyb złożone z dwóch, trzech lub więcej pojedynczych szyb przedzielonych ramką dystansową, które produkuje się z dwustopniowym uszczelnieniem krawędzi zespolenia.
- Szkło hartowane – o większej wytrzymałości mechanicznej i większej odporności na powierzchniową różnicę temperatur. Otrzymywane przez poddanie szkła zwykłego odpowiedniej obróbce termicznej polegającej na podgrzaniu do temperatury 680–720 °C i bardzo szybkim schłodzeniu sprężonym powietrzem (temperatura obróbki termicznej + czas „pieczenia” oraz czas chłodzenia zależny jest od gatunku szkła) – co powoduje zmianę jego mikrostruktury – tworzy się bardzo regularna sieć drobnych kryształków krzemionki poprzedzielana niewielkimi domenami fazy amorficznej. Na skutek takiej wysoce krystalicznej struktury, przy rozbiciu szkło to rozpada się na małe kawałeczki o nieostrych krawędziach. Używane w budownictwie i do produkcji szyb samochodowych.
- Szkło klejone – w wypadku jego stłuczenia warstwy folii zabezpieczają przed przebiciem i utrzymują kawałki szkła w niezmienionej pozycji. Używane w budownictwie i do produkcji szyb samochodowych.
- Szkło refleksyjne – szkło płaskie, które w procesie on-line (metoda pirolityczna) lub off-line (metoda magnetronowa), poddawane jest obróbce polegającej na napyleniu specjalnej selektywnej powłoki, która przepuszcza światło, ale ma duży współczynnik odbicia promieniowania podczerwonego. Zastosowanie takiego szkła latem zabezpiecza pomieszczenia przed nagrzaniem, zimą ogranicza wypromieniowanie ciepła z wnętrza pomieszczenia. Przez możliwość naniesienia warstwy refleksyjnej o różnej barwie – daje ciekawe efekty architektoniczne na elewacjach budynków.
- Szkło elektroprzewodzące – z naniesioną powłoką z materiału elektroprzewodzącego.
- Szkło nieprzezroczyste (marblit) – w postaci płyt i płytek używanych do dekoracji ścian.
- Szkło ceramiczne – używane głównie jako szkło kominkowe i w kuchenkach elektrycznych. Jego odporność temperaturowa sięga 750 °C. Ma bardzo mały współczynnik rozszerzalności cieplnej, skąd wynika wysoka odporność na szok termiczny.
- Ponadto ze szkła produkowane są wyroby takie, jak np. pustaki szklane, wełna szklana.

Szczególnym zastosowaniem szkła jest produkcja tzw. włókna szklanego. Powstaje ono przez przeciskanie stopionej masy szklanej przez otwory o bardzo małej średnicy. W zależności od średnicy i składu włókno takie ma dwa główne zastosowania:
- Światłowód dzięki wewnętrznemu odbiciu impulsy świetlne w odpowiednio przygotowanym włóknie szklanym mogą bez znaczącego osłabienia pokonywać ogromne odległości. Dodatkowo jedno włókno światłowodowe może przekazywać jednocześnie wiele takich impulsów o różnych częstotliwościach, dzięki czemu przepustowość informacyjna światłowodu jest gigantyczna w porównaniu z tradycyjnymi miedzianymi przewodami. Światłowody mają ogromne i wciąż rosnące zastosowanie w teleinformatyce.
- Tkaniny i maty szklane służące do zbrojenia sztucznych żywic, czyli produkcji tak zwanych laminatów. W połączeniu z żywicami poliestrowymi (tańszymi) lub epoksydowymi (droższymi, ale wytrzymalszymi i odporniejszymi) tworzą lekki, wytrzymały i odporny materiał konstrukcyjny, powszechnie stosowany w lotnictwie, szkutnictwie, przemyśle samochodowym. W wypadku droższych i bardziej wymagających konstrukcji włókna szklane bywają uzupełniane lub zastępowane węglowymi lub aramidowymi.

## Szkło artystyczne

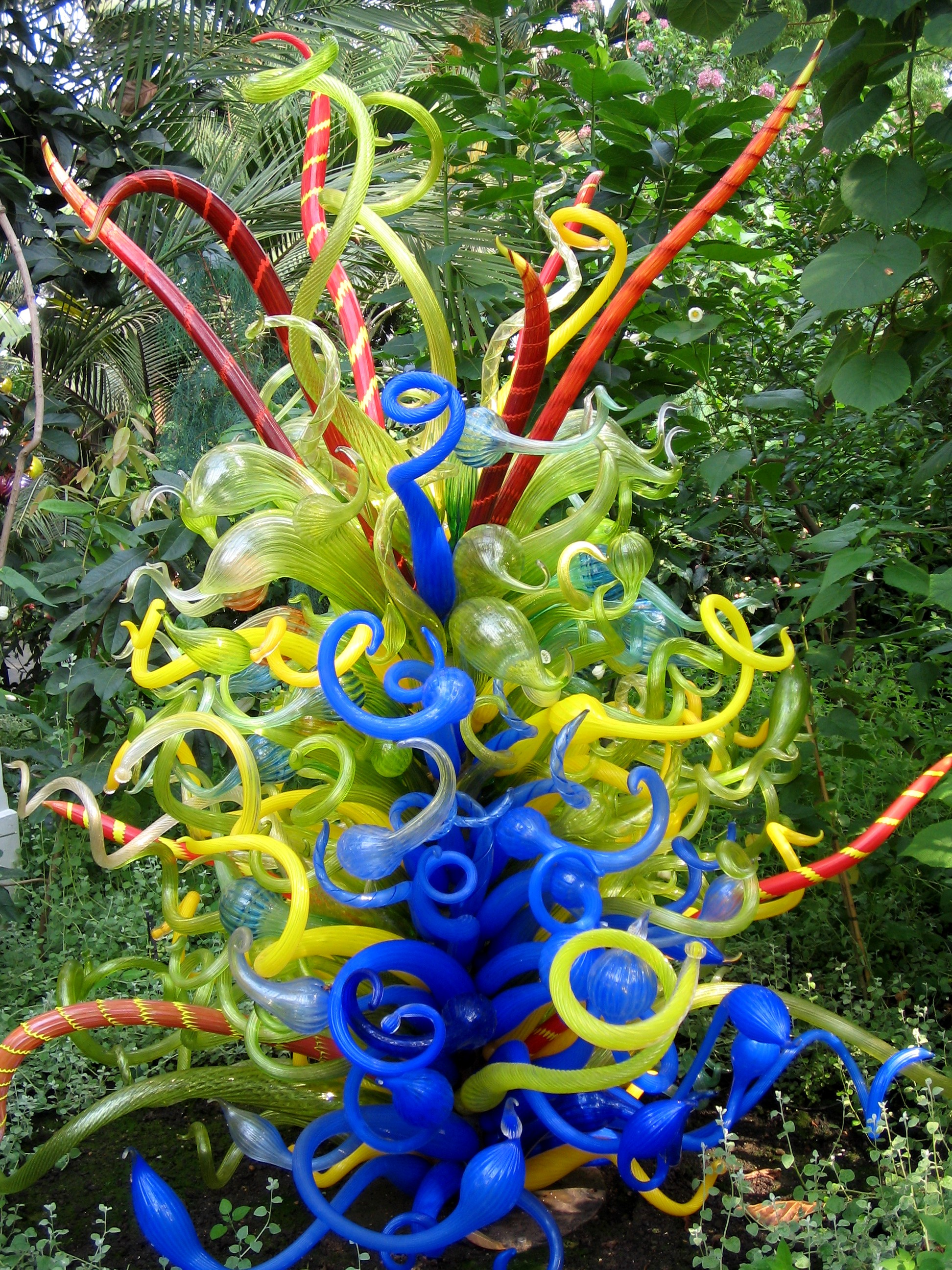
Szkło monumentalne, o dziwacznych quasi-naturalnych kształtach. Praca amerykańskiego artysty w szkle, Dale Chihuly’ego

Tradycyjnie szkło stanowi medium dla artystów. Na weneckiej wyspie Murano nadal utrzymywana jest od XIII wieku tradycja precyzyjnego i kolorowego hutnictwa i dmuchanego szkła weneckiego. Nadal jest to światowe centrum dla artystów i amatorów szkła. Znajduje się tam Museo Vetrario, czyli Szklane Muzeum, ze szkłem wytwarzanym lokalnie, a także archeologicznymi znaleziskami z Egiptu i Libanu – kultury Fenicji, której to kupcy, według rzymskiego historyka Pliniusza Starszego, podobno przypadkowo stworzyli szkło w ognisku około 5000 r. p.n.e.
Niewątpliwie najwięcej różnorodnego szkła artystycznego wyrabia się obecnie w Stanach Zjednoczonych. Amerykańskie, indywidualne hutnictwo szkła artystycznego pochodzi jeszcze z czasów kolonialnych, kiedy to wytapiano przedmioty gospodarstwa domowego z charakterystycznego zielonkawego szkła ze specjalnie promowanymi w nim zastygniętymi bąbelkami powietrza – dla ozdoby. Obecnie w USA pracuje wielu indywidualnych artystów, a sztuka w szkle jest nauczana i praktykowana na uniwersytetach, w tym w nurcie postmodernizmu. Wielu drobnych twórców wyrabia rzeźby i naczynia, szklane kwiaty, figury, ostatnio w asyście komputerów. Tradycyjnie są to wyroby naczyń w pełnych, jaskrawych lub zaciemnionych barwach z hut w Appalachach. Przykładem przedsiębiorstwa zajmującego się szkłem artystycznym w USA jest pracownia Rockwood Pottery, założona w 1880 r.
Osobno Harvey Littleton zapoczątkował nowy kierunek sztuki w szkle dmuchanym, wykonanym w małych, gabinetowych warunkach zamiast w hutach szkła. Nauczał pokolenia nowych dmuchaczy i artystów na Uniwersytecie Wisconsin w Madison.
Studentem Littletona był Dale Chihuly z Tacoma. Jego instalacje zarówno w ogrodach botanicznych na zewnątrz lub te wkomponowane w rośliny i pnie, jak i wężopodobne żyrandole zawieszone na stalowych linach pod wielkimi kopułami, składają się często z setek elementów wykonanych w tzw. szkle spiralnym, wzorowanym na weneckim, przybiera fantastyczne pseudonaturalne kształty. Chihuly opanował cale zagadnienie fabrykatu sztuki jako komercyjnego przedsięwzięcia – spisywanie jego warsztatu, książek i katalogów przypisanych jego autorstwu oraz wystaw muzealnych, to operacja wymagająca całego sztabu ludzi, A jego tournée muzealne przemieszczają się z pleneru do muzeum i z powrotem, niby jak teatr wędrowny, tyle, ze inscenizacje instalacji ulegają radykalnym zmianom i przystosowaniom.

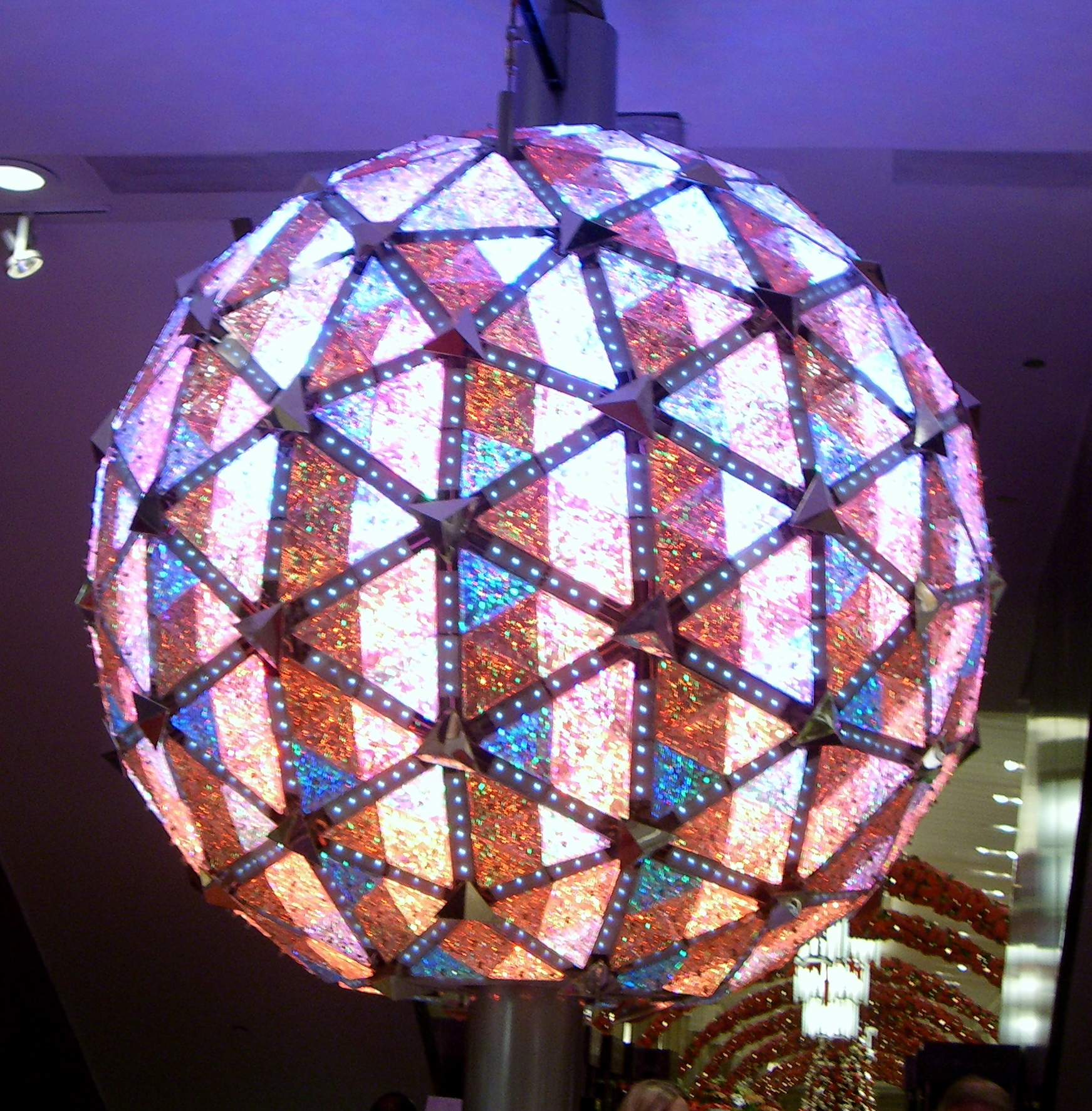
Times Square Ball (2008). Kula na powitanie 2009 również była wyrobem dmuchaczy z Irlandii, aczkolwiek po raz pierwszy w historii podświetlona została wyłącznie diodami elektroluminescencyjnymi

Poza Stanami Zjednoczonymi artyści abstrakcyjni i komercyjni w szkle dmuchanym są szczególnie aktywni w Wenecji (i generalnie we Włoszech), Wielkiej Brytanii, Irlandii, Finlandii, Holandii, Szwecji, Danii i Japonii. Tradycje hiszpańskie w szkle ozdobnym są także kultywowane w Ameryce Południowej i Środkowej, w tym szczególnie idiosynkratycznie w Meksyku. Natomiast brazylijska artystka Kim Poor (była żona gitarzysty Genesis, Steve’a Hacketta) opracowała oryginalną technikę kładzenia szkła z rozpylonym, intensywnym pigmentem na stali. Salvador Dalí, który w 1974 roku oceniał tę technikę określił ją jako „diafanizm”. Jej dzieła są znane z okładek płyt wykonanych przez nią dla męża.
W Polsce, Czechosłowacji i Niemczech tradycyjnie od wieków popularne były: malarstwo na szkle, wyrób witraży kościelnych oraz cięte stołowe szkło ołowiowe (tzw. kryształy), uzyskane wpierw dmuchaniem szkła. Podobną tradycję mają Irlandczycy w postaci Waterford Crystal, wytwarzanym od XVIII wieku, głównie skupowanym w Stanach Zjednoczonych. Słynna świetlista opadająca kula noworoczna z Nowego Jorku (Times Square Ball) jest tradycyjnie wytwarzana kawałek po kawałku w Waterford.
Tradycyjne bombki na choinkę są niemieckim wynalazkiem dmuchanego szkła artystycznego na miniaturową skalę. Jak sama tradycja choinki, rozprzestrzeniły się one globalnie.

## Szkło w muzyce
Szkło stanowi też materiał do budowy kilku instrumentów muzycznych z grupy idiofonów: harfy szklanej, zbudowanej najczęściej z odpowiednio dobranych kieliszków, harmoniki szklanej i verrofonu.